# Micropleura renifolia
Micropleura renifolia là một loài thực vật có hoa trong họ Hoa tán. Loài này được Lag. mô tả khoa học đầu tiên năm 1825.